# Collocalia troglodytes
Collocalia troglodytes là một loài chim trong họ Apodidae.